# 寺田弥吉
寺田 弥吉（てらだ やきち、明治33年（1900年）10月20日 - 昭和46年（1971年）9月12日）は、日本の思想史家。

## 来歴
兵庫県揖保郡新宮村（のち新宮町、現在のたつの市）生まれ。旧制龍野中学校（現・兵庫県立龍野高等学校）を経て、1922年東京商科大学（現・一橋大学）予科修了。1936年第一書房教育部主任。1938年大日本帝国陸軍参謀本部主任研究員。1940年日本学研究所副所長兼任。1942年総力戦学会常務理事。第二次世界大戦後公職追放され、1951年に解除。親鸞などの日本思想史を研究し、孤高の哲学者と称された。たつの市の東山公園に寺田弥吉記念碑が建つ。

## 著書
- 『人間の高昇』自彊館書店 1927年
- 『真宗の哲学的意味』人間高昇社 1927年
- 『マルクス主義の宗教否定を難ず』人間高昇社 1928年
- 『マルクス主義か日本主義か？』人間高昇社 1928年
- 『郷土教育の新開拓』郁文書院 1930年
- 『悩める農村教育の改造』人文書房 1931年
- 『貧しき子たち : 教育哀話』文教書院 1932年
- 『日本教育学原論』モナス 1932年
- 『釈迦日本人説 : 民族上の若干考察』章華社 1933年
- 『哲学物語 前,後編』（佐々木秀一と共著）モナス 1933年
- 『歎異鈔を通して教育者の解脱を語る』明治図書 1934年
- 『弁証法的算術とは何ぞや』モナス 1934年
- 『新日本教育の建設』明治図書 1934年
- 『小学校に於ける宗教的教育の建設』（佐々木秀一と共著）明治図書 1935年
- 『親鸞の哲学』建設社 1935年
- 『親鸞三部曲』建設社 1935年
- 『最新十大教育思潮と其動向』（佐々木秀一と共著）モナス 1936年
- 『親鸞宗教読本』三笠書房 1936年
- 『親鸞聖語読本』第一書房 1936年
- 『蓮如聖語読本』第一書房 1937年
- 『日本哲学への道』第一書房 1937年
- 『母と教師のためのエミイル読本』第一書房 1938年
- 『日本総力戦夜話』モナス 1939年
- 『皇道顕現国防教育の建設』明治図書 1939年
- 『興亜維新純粋日本教育の基礎』明治図書 1939年
- 『国民学校の真精神と使命』明治図書 1940年
- 『歎異鈔新釈』大日本真宗宣伝協会 1941年
- 『総力戦教書』霞ケ関書房 1941年
- 『四大イデオロギーか二大イデオロギーか』真宗公道会事務所 1942年
- 『日本学序説』富山房 1942年
- 『経済戦争史の研究』富山房 1942年
- 『大東亜戦争を繞る経済戦略』富山房 1942年
- 『新日本哲学への道』敞文館 1942年
- 『日本総力戦の研究 上巻』日本電報通信社 1942年
- 『日本総力戦の哲学』二見書房 1943年
- 『総力戦・思想戦・教育戦』敞文館 1943年
- 『日本総力戦の体系 中篇』実業之日本社 1944年
- 『親鸞』三笠書房 1944年
- 『親鸞の哲学』宗高書房 1949年
- 『親鸞 第1巻』太平洋出版社 1952年
- 『親鸞 第2巻』太平洋出版社 1952年
- 『親鸞 第3巻』太平洋出版社 1952年
- 『吉川英治氏の「親鸞」を糺す』実業之世界社 1952年
- 『科学的世界観と宗教 : 宗教は生き残りうるか』建民社 1953年
- 『母のためのエミール読本』主婦の友社 1954年
- 『出家と魔性 [第1]』誠信書房 1957年
- 『出家と魔性 [第2]』誠信書房 1957年
- 『出家と魔性 [第3]』誠信書房 1958年
- 『出家と魔性 [第4]』誠信書房 1958年
- 『出家と魔性 [第5]』誠信書房 1958年
- 『出家と魔性 [第6]』誠信書房 1958年
- 『小説歎異抄』百華苑 1958年
- 『新しい親鸞伝』永田文昌堂 1959年
- 『現代に生きる歎異抄』雪華社 1961年
- 『親鸞聖語録』雪華社 1961年
- 『親鸞像 : 創作』雪華社 1961年
- 『親鸞の哲学と信仰』雪華社 1963年
- 『親鸞名言集』ポプラ社 1966年
- 『本願寺物語』雪華社 1967年
- 『禅千夜一夜』雪華社 1969年
- 『親鸞忍苦の九十年』太陽出版 1969年
- 『歎異抄は生きている』太陽出版 1969年
- 『北陸一向一揆と謎の人安芸法眼 上』太陽出版 1970年
- 『北陸一向一揆と謎の人安芸法眼 下』太陽出版 1970年
- 『親鸞金言集』太陽出版 1970年
- 『弘法大師の哲学と信仰』太陽出版 1971年
- 『親鸞哲学の真髄』太陽出版 1972年
- 『出家と魔性 1』雪華社 1973年
- 『出家と魔性 2』雪華社 1973年
- 『現代に生きる歎異抄』雪華社 1973年
- 『心のふるさと歎異抄』太陽出版 1976年
- 『親鸞の哲学と信仰』雪華社 1984年
- 『現代に生きる歎異抄』雪華社 1984年
- 『親鸞金言集 新版』太陽出版 1984年
- 『親鸞の哲学 新版』太陽出版 1984年
- 『親鸞忍苦の九十年』太陽出版 1985年
- 『心のふるさと歎異抄』太陽出版 1997年
- 『歎異抄をどう読むか』太陽出版 1998年